# Labeo percivali
The Ewaso Nyiro Labeo (Labeo percivali) là một loài cá vây tia trong họ Cyprinidae.
Nó chỉ được tìm thấy ở Kenya.
Môi trường sống tự nhiên của nó là các con sông.